# Antoniadi (cratère martien)
Pour les articles homonymes, voir Antoniadi.
Antoniadi est un cratère d'impact d'environ 400 km de diamètre situé sur Mars dans le quadrangle de Syrtis Major, dans la région de Terra Sabaea.
Comme plusieurs cratères de cette région, il semble probable que le cratère d'Antoniadi ait jadis contenu un lac, comme en témoignent plusieurs formations évoquant des vallées fluviales au relief inversé, issues de l'érosion différentielle entre les lits de rivières durcis et les terrains meubles sous les sédiments.